# France aux Jeux mondiaux de 2017
Cet article contient des informations sur la participation et les résultats de la France aux Jeux mondiaux de 2017 à Wrocław en Pologne.

## Médailles

### Or
| Sport                                  | Discipline                             | Sportifs |
| Médailles d'or : 14 (+2 démonstration) |                                        | |
| Boules                                 | Femmes - Lyonnaise - Progressive       | Barbara Barthet |
| Boules                                 | Femmes - Pétanque - Tir de précision   | Caroline Bourriaud |
| Boules                                 | Hommes - Lyonnaise - Progressive       | Guillaume Abelfo |
| Boules                                 | Hommes - Pétanque - Tir de précision   | Henri Lacroix |
| Ju-Jitsu                               | Hommes - Nee-Waza -69 kg               | Haidar Raza Abbas |
| Ju-Jitsu                               | Hommes - Combat +94 kg                 | Alexandre Fromangé |
| Ju-Jitsu                               | Femmes - Combat -62 kg                 | Atio Séverine Nébié |
| Karaté                                 | Femmes - Kumite -50 kg                 | Alexandra Recchia |
| Karaté                                 | Hommes - Kumite -67 kg                 | Steven Da Costa |
| Roller                                 | Hommes - Piste - 15 000 m Élimination  | Elton De Souza |
| Roller                                 | Hommes - Route - 500 m Sprint          | Gwendal Le Pivert |
| Sauvetage sportif                      | Femmes - 100 m Bouée tube              | Justine Weyders |
| Sauvetage sportif                      | Femmes - Relais 4 x 50 m Obstacles     | France - Léna Bousquin - Delphine Dulat - Margaux Fabre - Magalie Rousseau - Justine Weyders |
| Squash                                 | Femmes simple                          | Camille Serme |
| Football américain (dem.)              | Tournoi masculin de football américain | France- Pierrick Autret - Charles Delaroque - Romain Faucon - Edris Jean Alphonse - Raphael Kidari - Yann Dika Balotoken - Vincent Begou - Valentin Gnahoua - Giovanni Nanguy - Kevin Mwamba - Nicolas Khandar - Matthieu Fayard - Jeremy Duponchelle - Souleymane Karamoko - Olivier Bordin - Bastien Pereira - Jean-Amour Fazer - Aymeric Dethelot - Etienne Roudel - Robin Sebeille - Armel Ahidazan - Pierre Courageux - Mehdi Bekheira - Murphy Balame-Putu - Nelson Tsimi - Jefferson Alexandre - Paul Durand (it) - Sandy Marcin - Robin Mouton - Sébastien Sejean - Stephane Fortes - Willy Nkishi - Alexandre Le Gallo - Jean-Philippe Eldin - Maxime Roger - Nyohor Badiane - Claudio Jacquin - Averdie Mizius - Anthony Alix - Victor Ferrier - Nguendjo Yepmo - Brice Rontet - Arnaud Montgenie - Andrew James - Mamoudou Doumbouya |
| Kick-boxing (dem.)                     | Hommes 75 kg                           | Zakaria Laaouatni |

### Argent
| Sport                     | Discipline                            | Sportifs |
| Médailles d'argent : 14   |                                       | |
| Boules                    | Femmes - Lyonnaise - Tir de précision | Suzy Marie |
| Escalade                  | Femmes - Vitesse                      | Anouck Jaubert |
| Force athlétique          | Hommes - Poids légers                 | Hassan El Belghiti |
| Ju-Jitsu                  | Femmes - Combat -55 kg                | Laure Beauchet-Doucet |
| Ju-Jitsu                  | Femmes - Combat -70 kg                | Chloé Lalande |
| Ju-Jitsu                  | Hommes - Nee-Waza +94 kg              | Frédéric Husson (en) |
| Kayak-polo                | Tournoi féminin                       | France- Annie Chevalier - Julie Roux - Rose-Marie Pierre - Claire Moal - Nais Zanfini - Mélissa Ledormeur - Valérie Sibioude - Aline Roulland |
| Roller artistique         | Hommes                                | Pierre Meriel |
| Roller hockey             | Tournoi masculin                      | France- Clément Belot - Baptiste Bouchut - Karl Labillet - Jolan Mogniat Duclos - Roman Seguineau de Préval - Romain Horrut - Jérémy Lapresa - Jerome Salley - Jean-François Ladonne - Maxime Langlois - Geoffroy Tijou - Renaud Crignier - Lambert Hamon - Antoine Rage |
| Sauvetage sportif         | Femmes - 100 m Mannequin palmes       | Justine Weyders |
| Squash                    | Simple messieurs                      | Grégoire Marche |
| Ski nautique et wakeboard | Femmes - Slalom                       | Clémentine Lucine |
| Ski nautique et wakeboard | Femmes - Figures                      | Clémentine Lucine |
| Ski nautique et wakeboard | Hommes - Figures                      | Pierre Ballon |

### Bronze
| Sport                    | Discipline                              | Sportifs                                                                     |
| Médailles de bronze : 15 |                                         |                                                                              |
| Boules                   | Femmes - Pétanque - Double              | Anna Maillard Caroline Bourriaud                                             |
| Boules                   | Hommes - Lyonnaise - Tir de précision   | Gregory Chirat                                                               |
| Danse sportive           | Danses latines                          | Elena Salikhova Charles-Guillaume Schmitt                                    |
| Escalade                 | Femmes - Bloc                           | Fanny Gibert                                                                 |
| Escalade                 | Femmes - Difficulté                     | Julia Chanourdie                                                             |
| Gymnastique aérobic      | Trio                                    | France- Florian Bugalho - Tom Jourdan - Maxime Decker-Breitel                |
| Karaté                   | Femmes - Kata                           | Sandy Scordo                                                                 |
| Karaté                   | Femmes - Kumite 68 kg                   | Anne-Laure Florentin                                                         |
| Roller artistique        | Couple                                  | Marine Portet Nathanaël Fouloy                                               |
| Roller de vitesse        | Hommes - Piste - 200 m Contre la montre | Gwendal Le Pivert                                                            |
| Roller de vitesse        | Hommes - Piste - 1 000 m Sprint         | Elton De Souza                                                               |
| Roller de vitesse        | Hommes - Route - 300 m Contre la montre | Gwendal Le Pivert                                                            |
| Sauvetage sportif        | Femmes - 200m Obstacles                 | Margaux Fabre                                                                |
| Sauvetage sportif        | Hommes - Relais 4 x 50 m Obstacles      | France - Jérémy Badré - Florian Laclaustra - Gaëtan Quirin - Thomas Vilaceca |
| Squash                   | Simple messieurs                        | Mathieu Castagnet                                                            |